# David "Noodles" Aaronson
David "Noodles" Aaronson es un personaje ficticio que es el protagonista de la novela de 1952 The Hoods de Harry Grey, y de la adaptación al cine de Érase una vez en América, de 1984 donde era interpretado por el actor Robert De Niro.

## Personaje

### Primeros años
Según la novela y la película en la que aparece, David "Noodles" Aaronson nace en los primeros años del siglo XX en la pobreza en un enclave judío en el Lower East Side de Manhattan. En 1920, cuando Noodles tiene 14 o 15 años, forma una pandilla con sus amigos Phillip "Cockeye" Stein, Patrick "Patsy" Goldberg y un joven italiano llamado Dominic. Juntos el grupo "roda" (roba) a borrachos en un bar dirigido por el mafioso irlandés- americano Bugsy, cuya protection racket ayudan a mantener. Cuando está a punto de rodar un borracho, Noodles conoce a Maximilian "Max" Bercovicz. Los dos se cruzan más tarde, se convierten en amigos y chantajean juntos a un policía, obligándolo a pagar por su tiempo con una prostituta local y a encubrir sus crímenes.
Cuando comienzan a operar independientemente de él, Bugsy tiene algunos de los subordinados de la pandilla los golpearon y robaron su dinero. Necesita protección de Bugsy, Noodles y Max se reúnen con los hermanos Capuano, exitosos contrabandistas, y mostrarles un método por el cual los contrabandistas podrían salvar las cajas de bebidas alcohólicas cuando se lanzan al mar cuando los rumrunners cargo boats fueron enfrentados por la Guardia Costera. Habiendo sido pagados por sus servicios en la protección del envío de los Capuano, guardan parte de su pago.
Después de esconder su dinero, el grupo es perseguido por Bugsy, que abre fuego sobre ellos y mata a Dominic. Enfurecido, Noodles apuñala repetidamente a Bugsy, casi lo destripa. Sin embargo, cuando Bugsy dispara una ronda de su arma, alerta a los agentes de policía cercanos que luego llegan a la escena. Noodles asesina Bugsy y luego se enfrenta a dos agentes de policía, apuñalando uno y luego ser golpeado inconsciente por su pareja. Noodles es enviado a prisión.

### 1933
Después de cumplir 12 años por el asesinato, Noodles es liberado de la prisión y recogido por Max. Vuelve a trabajar con su pandilla. El mafioso Frankie Minaldi da a la pandilla una tarea para robar a un joyero de Detroit algunas joyas junto con 'Joe from Detroit' Y luego matarlo. La pandilla hace el trabajo, Noodles viola a la mujer que le dio a Joe la información necesaria para sacar el trabajo, y más tarde disparan a Joe y a su pandilla en un coche, con Noodles personalmente fusilando a uno de los secuaces de Joe que había escapado del coche y huido a una fábrica.
La pandilla se involucra más con la Mafia, y Noodles se vuelve a involucrar con Deborah, una chica de su antiguo barrio y hermana de Fat Moe, un amigo suyo, con el que había tenido una relación. Él va con ella en una cita extravagante, pero se queda sintiéndose rechazado después de que ella le informa que se va para Hollywood. Ella lo besa en el viaje en coche a casa, pero se niega a detenerse y la viola delante de su chofer.
Max está ansioso por avanzar dentro de la banda, mientras que Noodles tiene dudas sobre lo que están haciendo. Después de la revocación de la ley seca, Noodles sale para Florida más bien que ensambla a Max en el trabajo con la unión de los camioneros. Max rinde y va a la Florida con él, pero entonces comienza a planear un golpe imposible al Banco de la Reserva Federal. Después de que Noodles hace una llamada anónima, Max, Patsy y Cockeye son asesinados en un tiroteo con la policía. La novia de Noodles es asesinada por el Sindicato, y éste se esconde en una guarida de opio. Se escapa de sus perseguidores, se despide de Fat Moe y va a recuperar el botín que la pandilla había escondido años antes. Cuando el no encuentra el dinero, él huye a Buffalo, donde vive por 35 años bajo el nombre 'Robert Williams'.

### 1968
Años más tarde, Noodles regresa a Nueva York desde su escondite, después de haber recibido una misteriosa carta. Se encuentra con Fat Moe y le informa de las misteriosas circunstancias de la muerte de la banda. Por ello Fat Moe decide ayudarle a averiguar qué ocurrió y le permite dormir en su casa. Desde allí el visita el mausoleo donde los cuerpos de sus amigos fueron movidos y descubre una placa dedicada a ellos por él (algo que él no había hecho) y una llave del mismo armario del dinero que él había encontrado vacío en 1933. En el armario, el encuentra el dinero y una nota indicando que es un pre-pago por un asesinato por contrato. También recibe una invitación a una fiesta de un hombre llamado Bailey, que está siendo investigado por corrupción. Él decide investigarlo y descubre la presencia de Deborah durante sus investigaciones sobre Bailey.
Noodles se entera adicionalmente que Deborah se ha convertido en una famosa actriz, y, al reunirse con ella después de una actuación, aparentemente se reconcilian y confiesa que le ha perdonado. Sin embargo, también ha averiguado a través de sus investigaciones sobre Bailey que Deborah sabe quién es él y que ha estado con el como amante desde hace muchos años. Ella se resiste a decírselo hasta que finalmente se ve obligada a decirle que Max es Bailey, cuando aparece su hijo ante Noodles, que se parece a Max en sus años de adolescencia. Noodles rompe con ella por ello y ella, a quien le espera un futuro oscuro por su vejez y su relación con Max, ya no puede verse a sí misma. También se entera luego de que Max falsificó su propia muerte en el tiroteo con la ayuda del sindicato, que controlaba a los policías, mató a sus amigos con ese propósito, robó el dinero y se convirtió en "Bailey", un hombre muy rico y poderoso dentro del mundo político y sindical y que es ahora el centro de la investigación de un caso de corrupción a muy gran escala. Bailey había dejado el dinero para contratar a Noodles para asesinarlo - permitiendo así a Noodles obtener su venganza, así como dejar que Max, como "Bailey", muera con dignidad, porque sabe que está acabado debido a esta investigación, ya que las pruebas son contundentes y sus cómplices de todo lo que el ha hecho le quieren muerto para que no hable. Sin embargo, Noodles se niega a matar a alguien, que, en su opinión ya ha muerto en 1933 y le dice a su manera, que tendrá que asumir la responsabilidad respecto a lo que hizo. Luego se despide cortésmente de él y se va.
Después de salir de la fiesta, Noodles presencia el suicidio de Max, que deja la fiesta después de él y se lanza a un camión de basura, que pasa delante de Noodles, el cual lo tritura hasta que no queda nada de él. Noodles está entonces finalmente en paz con su pasado, puede romper con el dolor que sintió por la muerte de sus amigos y seguir adelante con su vida en mejores condiciones sin tener que mirar otra vez hacia atrás.

## Análisis
El crítico de cine Owen Gleiberman escribió que el personaje de Noodles era como un Hamlet del hampa que se desarrolla a través de la historia para convertirse en uno de sus dos héroes.
El salto hacia atrás y hacia adelante en el tiempo en Erase una vez en América se hace a través de los recuerdos de Noodles, mostrando cómo es perseguido por su participación en las muertes de sus compañeros de la infancia.
En Cinema and Multiculturalism, se ofrece que mientras la historia de "Érase una vez en América" es ostensiblemente sobre los "niños de los inmigrantes que raspan el fondo del crisol americano" y sobre "el criminal judío David "Noodles" Aaronson, que sueña con la grandeza "Érase una vez", y pasa el resto de sus días preguntándose por qué sus días de juventud se marchitaron ", ofrecen que la película es más" acerca del tiempo en sí, y cómo Noodles aprende que es más importante dar sentido a su vida, su propia historia ".

### Casting de Robert De Niro
Robert De Niro no era la primera opción para el papel de Noodles en Erase una vez en América; Originalmente, el director Sergio Leone consideró a Gérard Depardieu y James Cagney para interpretar a Noodles anciano. De Niro tuvo que convencer a Leone de su habilidad para personificar a Noodles en la juventud y vejez del personaje, y de su enfoque en la autenticidad de los personajes.